# Nemapogon echinata
Nemapogon echinata är en fjärilsart som beskrevs av Reinhardt Gaedike 2000. Nemapogon echinata ingår i släktet Nemapogon och familjen äkta malar. Inga underarter finns listade i Catalogue of Life.